# Palais Sobański (Varsovie)
Le palais Sobański (polonais : Pałac Sobańskich) est un palais situé Ulica Jasna (pl), n°5, dans l'arrondissement de Śródmieście, à Varsovie.

## Sources
- (pl) Cet article est partiellement ou en totalité issu de l’article de Wikipédia en polonais intitulé « Pałac Sobańskich w Warszawie » (voir la liste des auteurs).